# Let's Make It Legal
 Let's Make it Legal és una pel·lícula estatunidenca de Richard Sale estrenada el 1951.

## Argument
Després de 20 anys de matrimoni i una noia encara adulta, casada i mare, Miriam Halsworth ha demanat i ha obtingut el divorci del seu marit Hugh, director d'hotel però també especialista en rosers, per la seva indiferència i sobretot per la seva addicció al joc. La seva filla i gendre tenen també algunes petites tensions perquè viuen a casa seva. Mentre que el divorci es faci efectiu, Victor MacFarland, un antic amic de Miriam, entra en escena: és ric, poderós i disposat a reconquerir Miriam. Però Hugh vol també recuperar el cor de la seva dona.
Tanmateix planeja un misteri: quan 20 anys enrere, el cor de Miriam vacil·lava, Victor va marxar sense dir una paraula, portant-la a casar-se amb Hugh. Miriam vol conèixer (i sabrà) la raó d'aquesta marxa apressada: en principi quedarà impactada, després alleujada.
Després diversos quid pro quo i anades i tornades al cap i el cor de Miriam entre els seus dos homes (matrimoni sí, matrimoni no), tot acabarà bé.

## Repartiment
- Claudette Colbert: Miriam Halsworth
- Macdonald Carey: Hugh Halsworth
- Zachary Scott: Victor Macfarland
- Barbara Bates: Barbara Denham
- Robert Wagner: Jerry Denham
- Marilyn Monroe: Joyce Mannering
- Kathleen Freeman (no surt als crèdits): Una periodista

## Al voltant de la pel·lícula

### Algunes observacions generals
- Aquesta pel·lícula correspon bastant a un prototip de la telecomèdia. El diàleg següent entre el marit divorciat, Hugh, i Victor, és bastant representatiu del conjunt de l'obra :

– We are not divorced finally and legally until midnight (El nostre divorci no entra en vigor fins aquest vespre a mitjanit.)
– Shall we synchronize our watches ?  (hauríem de sincronitzar els nostres rellotges ?)
- La moral és salvada a la pel·lícula on, tant a la cambra dels pares com a la de la jove parella, els llits petits són separats per una tauleta de nit omnipresent en aquella època de Hollywood. Les camises de nit i pijames són d'altra banda molt protectores. I cadascun entra a la cambra de l'altre sense picar.

### Marilyn Monroe
Tretzena pel·lícula, sisena segons els crèdits, Marilyn Monroe encarna una jove i bonica dona interessada, Joyce, intervenint en molt poques escenes :
- En un banyador d'una peça, apareix al minut 10 de la pel·lícula a la piscina de l'hotel. Fins i tot si Hugh fa fotos d'ella, no hi haurà dubtes sobre la naturalesa de la seva relació.

En aquesta escena, ella l'anomena Daddy (Papà), terme afectiu que Marilyn sembla també haver utilitzat en la vida real amb Joe DiMaggio i Arthur Miller, dos dels seus marits.
- Al golf, Marilyn es preocupa amb Hugh pel que fa a la seva futura cita amb el milionari Victor.
- En una pista de ball, les parelles Hugh i Joyce d'una banda i Miriam i Victor d'altra banda s'intercanvien.
- Durant una sessió de joc de cartes de l'incorregible Hugh, Marilyn respon al telèfon a Miriam, després guanya una partida amb tres reines, havent reemplaçat Hugh a la taula.

Barbara Bates i Robert Wagner col·locats als crèdits a la mateixa pantalla que Marilyn, just després del títol de la pel·lícula, surten a moltes més escenes que ella, amb molt més de text.
- Amb Barbara Bates, havia compartit el cartell de  Tot sobre Eva  (1950)